# Göran Ahlman
Bengt Göran Ahlman, född 8 november 1825 i Bjärshögs socken, Malmöhus län, död 13 mars 1896 i Malmö, var en svensk handelsbokhållare.
Ahlman inflyttade 1841 till Malmö, där han tillträdde sin första och enda kondition, nämligen hos handlanden Adolf Faxe, som grundat den rörelse som senare bar namnet Ad. Faxe & Söner. Redan i unga år blev han föreståndare för den omfattande affären, en befattning som han skötte under många år, de senare under nya ägare, tills en sedan länge känd sjukdom, astma, ändade hans liv. Vid sidan av sin befattning ägnade han sig på senare år även åt tomtaffärer och var, tillsammans med Otto F. Frick och Claes Siegbahn, en av initiativtagarna till Malmö–Trelleborgs Järnväg. Tillsammans med andra förvärvade han stora tomtområden utmed järnvägen vid Södervärn, där Ahlmansgatan uppkallades efter honom.